# Endothenia nubilana
Endothenia nubilana es una especie de polilla del género Endothenia, categorizada en la tribu Olethreutini, de la subfamilia Olethreutinae.

## Distribución
Se distribuye por Estados Unidos.

## Taxonomía
Fue descrita por Clemens en 1865 y publicada en (Siderea), Proc. ent. Soc. Philad. 5: 140.